# Estadio Carlos Iturralde Rivero
El Estadio Carlos Iturralde es un estadio multiusos ubicado en la ciudad de Mérida, capital del estado de Yucatán, en México. Es la sede oficial del equipo de fútbol anfitrión conocido localmente como Venados Fútbol Club, el cual milita en la Liga de Expansión MX.

## Historia
El estadio recibe el nombre de Carlos Iturralde Rivero en honor al primer futbolista yucateco que jugó en la Selección de fútbol de México. Fue inaugurado por el exalcalde Gaspar Gómez Chacón en 1987 con un partido entre el CUM y la escuela Modelo, escuadras de Gran Tradición en el fútbol de Yucatán; cuenta con una capacidad aproximada para 18 000 espectadores y palcos para directivos tanto locales como visitantes, al igual que para espacios de prensa. El primer gol en la historia del estadio fue anotado por el yucateco Alonso Diego Molina, exjugador de la escuela Modelo, actualmente parte de la organización de los Venados Mérida FC de la Segunda División de México.
Fue casa del Atlético Yucatán durante el paso de este equipo en "Primera A". Debido a que la cancha estuvo en proceso de renovación, los Venados jugaron sus primeros cinco partidos en casa en la Unidad Deportiva Tamanché, la cual sólo tenía capacidad para alrededor de 2500 personas.